# Kočka
Kočka är ett berg i Tjeckien.   Det ligger i regionen Mellersta Böhmen, i den centrala delen av landet, 60 km sydväst om huvudstaden Prag. Toppen på Kočka är 789 meter över havet.
Terrängen runt Kočka är huvudsakligen kuperad, men åt sydväst är den platt. Runt Kočka är det ganska glesbefolkat, med 28 invånare per kvadratkilometer. Närmaste större samhälle är Příbram, 16,0 km öster om Kočka. I omgivningarna runt Kočka växer i huvudsak barrskog.